# Odăile
Odăile é uma comuna romena localizada no distrito de Buzău, na região de Valáquia. A comuna possui uma área de 35.93 km² e sua população era de 1005 habitantes segundo o censo de 2007.